# Diakhanké (langue)
Pour le groupe ethnique, voir diakhankés.
Le diakhanké, ou jahanka, est une langue mandingue parlée en Guinée, dans la préfecture de Gaoual.

## Classification
Si elle a parfois été rapprochée du soninké, le diakhanké appartient pourtant au groupe mandingue. Sa place exacte au sein de ce groupe ne fait pas consensus.